# NGC 3939
NGC 3939 este o galaxie situată în constelația . A fost descoperită în  de către .